# Ted Connelly
Edward „Ted“ Connelly (* 6. November 1918 in Hamilton, South Lanarkshire, Schottland; † 17. September 2013 in Adelaide, South Australia) war ein australischer Politiker der Australian Labor Party (ALP) und zeitweise Parteiloser, der unter anderem von 1975 bis 1977 Mitglied sowie zwischen 1975 und 1977 Sprecher des South Australian House of Assembly war.

## Leben
Edward „Ted“ Connelly trat am 20. Mai 1940 als Flight Sergeant in die Royal Australian Air Force (RAAF) ein und nahm als Angehöriger am Zweiten Weltkrieg teil. Zuletzt war er von 1943 bis zu seiner Entlassung aus Militärdienst am 26. November 1945 in Darwin im Northern Territory stationiert. Er war Mitglied der Australian Labor Party und engagierte sich in der Gewerkschaftsbewegung als Vorsitzender des Gewerkschaftsrates (Trades and Labour Council) in Port Pirie. 1971 wurde er als Nachfolger von Henry „Harry“ Boucher Welch Bürgermeister von Port Pirie und bekleidete dieses Amt bis zu seinem Rücktritt 1975, woraufhin John Nykiel dieses Amt übernahm. Er trat als Bürgermeister zurück, nachdem er die Gesetzgebung zum Containerdepot unterstützt hatte, ein umstrittenes Thema in seiner Heimatstadt, in der Container hergestellt wurden.
Nachdem Connelly bei den Vorwahlen der ALP nicht zum Kandidaten für den Wahlkreis Pirie nominiert wurde, kandidierte er bei den Wahlen am 12. Juli 1975 als Parteiloser (Independent) für diesen Wahlkreis und konnte sich bei der Wahl gegen den ALP-Wahlkreisinhaber und damals amtierenden Minister für Arbeit und Industrie Dave McKee durchsetzen.
Aus der Wahl ging die Labor Party unter dem amtierenden Premier Don Dunstan mit 321.481	Stimmen (46,32 Prozent) und 23 Sitzen der 47 Sitze zwar als stärkste Partei in der Legislativversammlung hervor, verpasste die absolute Mehrheit allerdings um einen Sitz. Zweitstärkste Kraft wurde die Liberal Party of Australia unter ihrem Spitzenkandidaten Bruce Eastick mit 218.820 Wählerstimmen (31,53 Prozent) und 20 Sitzen. Die übrigen vier Sitze verteilten sich auf David Boundy und Robin Millhouse von der Liberal Movement, Peter Blacker von der National Country Party und den parteilosen Ted Connelly. Da Boundy, Millhouse und Blacker die Bildung einer liberalen Regierung unter Bruce Eastick bevorzugten, wurde Ted Connelly zum „Zünglein an der Waage“ („Balance of power“).
Nachdem er Premier Dunstan die Unterstützung zur weiteren Regierungsbildung zugesagt hatte, wurde Connelly auf der konstituierenden Sitzung am 5. August 1975 als Nachfolger des ALP-Politikers John Ryan, der nicht mehr für die Legislativversammlung kandidiert hatte, zum Sprecher des House of Assembly gewählt und übte dieses Amt bis zum 16. September 1977 aus, woraufhin Gil Langley von der ALP am 6. Oktober 1977 neuer Speaker wurde. 1976 trat Connelly formell wieder der Labor Party bei, wurde aber nach der Auflösung des Wahlkreises Pirie zum 16. September 1977 bei der darauf folgenden Wahl am 17. September 1977 nicht wieder in die Legislativversammlung gewählt. Stattdessen ernannte ihn Premier Dunstan 1978 zum Gründungsvorsitzenden des Outback Areas Community Development Trust, aus der 2009 die Outback Communities Authority (OCA) hervorging, eine gesetzliche Behörde für „die Bereitstellung öffentlicher Dienstleistungen und die Verwaltung der Einrichtungen für Outback-Gemeinden“, die weit über das Pastoral Unincorporated Area verstreut sind, das fast 60 Prozent der Landfläche Südaustraliens abdeckt. Für seine Verdienste wurde ihm am 1. Januar 2001 anlässlich des 100-jährigen Bestehens des Australischen Bundes die Centenary Medal verliehen. Ted Connelly verstarb im Mary Potter Hospice in Adelaide.

## Hintergrundliteratur
- Parliament of South Australia: Statistical Record of the Legislature 1836–2007 (Memento vom 11. März 2019 im Internet Archive)
- Robert Martin: Responsible Government in South Australia, Band 2, Wakefield Press, 2009, ISBN 978-1-86254-844-2, S. 83 f. (Onlineversion (Auszug))